# Dhangadhi
Dhangadhi (Nepali धनगढी नगरपालिका) ist eine Stadt im äußersten Westen Nepals im Distrikt Kailali in der Provinz Sudurpashchim.

## Geschichte
Den Status als Munizipalität (Stadtrecht 3. Ordnung) erlangte Dhangadhi im Jahr 1976. 
Im September 2015 wurden die Nachbargemeinden Phulbari und Urma eingemeindet. Dhangadhi erhielt daraufhin die Stadtrechte 2. Ordnung.
Im Zuge der Neustrukturierung der lokalen Ebene und der Schaffung der Gaunpalikas (Landgemeinden) durch Zusammenlegung und Abschaffung der Village Development Committees am 10. März 2017 wurden noch einige Wards des VDC Geta eingemeindet.

## Geographie
Sie liegt im Terai im Distrikt Kailali der Verwaltungszone Seti an der Grenze zum indischen Bundesstaat Uttar Pradesh auf einer Höhe von 176 m.
Dhangadhi war das wirtschaftliche und administrative Zentrum der Seti-Zone und ist seit der Auflösung der Verwaltungszonen noch Verwaltungssitz des Distriktes Kailali. 
Es gibt einen kleinen Flughafen mit regelmäßigen Verbindungen nach Kathmandu.
Das Stadtgebiet von Dhangadhi erstreckt sich zwischen den beiden Flussläufen von Mohana (im Westen und Süden) und Khutia (im Osten). Es wuchs durch die Eingemeindungen im Jahr 2015 von 103,7 km² auf 120 km² und nach der Eingemeindung von Geta auf 261,75 km².

## Einwohner
Bei der Volkszählung 2011 hatte Dhangadhi 101.970 Einwohner (davon 51.439 Männer) in 21.030 Haushalten. Einschließlich der VDCs Phulbari und Urma betrug die Einwohnerzahl 137.666. Durch die Eingemeindung von 2017 wuchs die Einwohnerzahl auf knapp 148.000 Einwohner.

## Klima
Das Klima ist subtropisch mit sehr heißen Sommern und milden Wintern. Der Monsun setzt Anfang Juni ein und dauert bis September an.
|                        | Jan  | Feb  | Mär  | Apr  | Mai  | Jun  | Jul  | Aug  | Sep  | Okt  | Nov  | Dez  |   |      |
| Mittl. Temperatur (°C) | 14   | 17,1 | 21,7 | 26,8 | 29,9 | 30,8 | 29,4 | 29,2 | 28,3 | 25,1 | 20,1 | 15,8 | ⌀ | 24   |
| Mittl. Tagesmax. (°C)  | 20,8 | 24,8 | 30,4 | 35,9 | 37,2 | 36,3 | 33,1 | 32,8 | 32,4 | 31,5 | 27,8 | 23,3 | ⌀ | 30,5 |
| Mittl. Tagesmin. (°C)  | 7,1  | 9,3  | 13   | 17,6 | 22,5 | 25,1 | 25,7 | 25,5 | 24,2 | 18,7 | 12,4 | 8,2  | ⌀ | 17,5 |
|                        |      |      |      |      |      |      |      |      |      |      |      |      |   |      |
| Niederschlag (mm)      | 31   | 39   | 23   | 21   | 70   | 302  | 656  | 675  | 412  | 55   | 4    | 15   | Σ | 2303 |

| 7,1 |

| 9,3 |

| 13 |

| 17,6 |

| 22,5 |

| 25,1 |

| 25,7 |

| 25,5 |

| 24,2 |

| 18,7 |

| 12,4 |

| 8,2 |

| 7,1 |

| 9,3 |

| 13 |

| 17,6 |

| 22,5 |

| 25,1 |

| 25,7 |

| 25,5 |

| 24,2 |

| 18,7 |

| 12,4 |

| 8,2 |

## Bildung / Colleges
- Kailali Multiple Campus (Campus Road)
- Sudur Paschimanchal Campus (Sontoshi  tole)
- Aishwarya Multiple Campus würde im Jahre 2063 B.S. (2003 AD) gegründet. Das College gehört zur Tribhuwan University, Kirtipur, Kathmandu, Nepal und ist für das Bachelor Programm der Universität zuständig. Es werden folgende Abschlüsse angeboten: B.Sc (Bachelor of Science), BBS (Bachelor of Business Studies).
- Dhangadhi Engineering College was established in 2057 B.S. (2000 A.D.). Das College gehört zur Pokhara University, Nepal und ist für das Bachelor Programm der Universität zuständig. Es werden folgende Abschlüsse angeboten: Bachelor of Computer Engineering (B.E Computer), Bachelor of Computer Application (B.C.A), Bachelor of Business Administration (B.B.A), und Bachelor of Civil Engineering (B.E Civil).
- Nepal Western Academy ist ein anderes bekanntes College und liegt im Nächbarort  Santoshi Tole. Es gehört ebenfalls zur Pokhara University. Es werden BBA BI und BHM Programme angeboten.
- National Academy of science and technology (Uttar Behendi)
- Western International Business School (LN chowk). Aktuell werden BBA und MBA Programme angeboten. Das College gehört zur Delta International University of New Orleans USA